# Castellanismo (política)

El castillo, símbolo común a todas las corrientes castellanistas

El castellanismo es una ideología que propugna la idea de Castilla como realidad territorial, bien desde una reafirmación de tipo regionalista o bien desde una perspectiva nacional, defendiendo en este último caso a su vez bien el acomodo de una nación castellana en un modelo federal o bien la independencia de esta respecto. En la medida de la ambigüedad del significado de Castilla existen diferentes aproximaciones para la delimitación territorial de dicho ente, que implicarían una unión de provincias españolas pertenecientes a diferentes comunidades autónomas. Cuestiona la identificación entre lo español y lo castellano así como el proceso de formación del Estado español y el papel que este ha otorgado a la identidad castellana dentro de él.
Los movimientos calificados de castellanistas, ya sean de índole regionalista o nacionalista, trazan generalmente sus referentes políticos al Pacto Federal Castellano de 1869,  firmado por representantes y delegados del Partido Republicano Federal procedentes de 17 provincias españolas durante el Sexenio Democrático, así como a lo relacionado con la revolución comunera.

## Territorialidad

Mapa de Castilla, con las 14 provincias que aúnan las tradicionales Castilla la Vieja y Castilla la Nueva

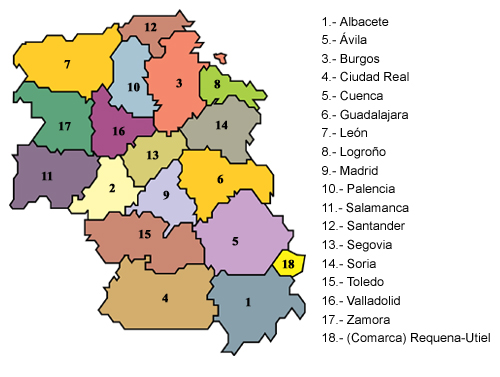
Mapa de la Gran Castilla, reivindicada por primera vez en el Pacto Federal Castellano de 1869.

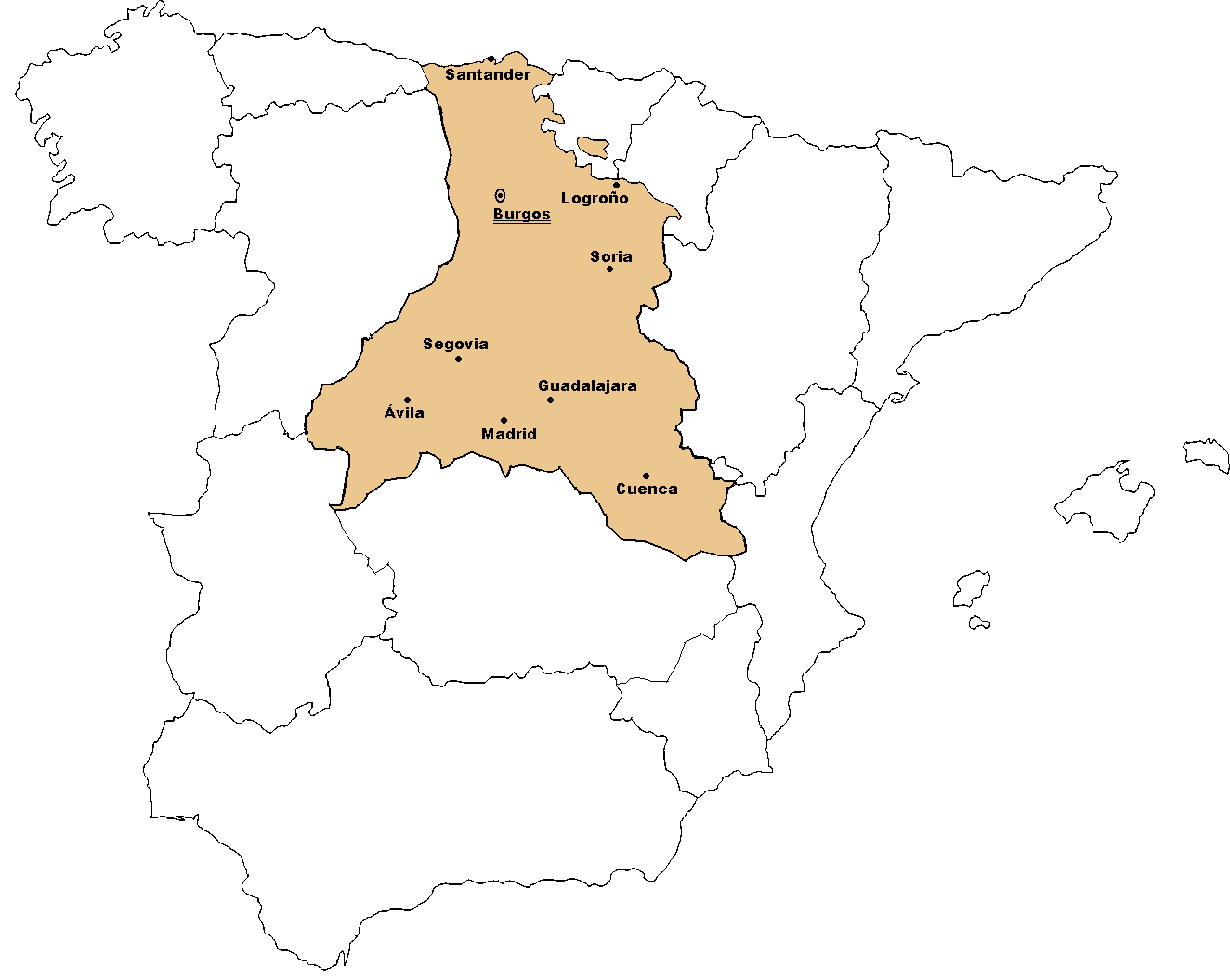
Mapa de Castilla, esbozado por Anselmo Carretero

Existen muchas concepciones territoriales de Castilla. Si bien todas ellas pueden sintetizarse en tres corrientes principales, conformando ello una importante clasificación dentro del castellanismo.
- Una parte del castellanismo concibe Castilla como la unión de las tradicionales Castilla la Vieja y Castilla la Nueva, incluyendo en esta última la provincia de Albacete por su mayoritaria pertenencia manchega. Resulta así una Castilla de 14 provincias:[2] Cantabria, Palencia, Burgos, La Rioja, Soria, Segovia, Valladolid, Ávila, Madrid, Guadalajara, Cuenca, Toledo, Ciudad Real y Albacete.[3] Este territorio integra una superficie de 153.586 km2, un 30 % del total español. La Asociación Socio-Cultural Castilla[4] es la principal valedora de esta base territorial, a la que añade la comarca conquense de Requena-Utiel[5] (en la provincia de Valencia desde 1851).

- Otra corriente considera como una misma entidad el área sociocultural de lengua y dialectos propiamente castellanos.[aclaración requerida] Así esta visión más amplia del castellanismo incluye las actuales comunidades autónomas de Castilla y León, Castilla-La Mancha (con la comarca de Requena-Utiel), Madrid, Cantabria y La Rioja. Se concibe de este modo la idea de una Gran Castilla de 17 provincias. El Partido Castellano-Tierra Comunera es la organización más representativa de esta concepción territorial.

- Finalmente, los carreteristas (defensores de las tesis de Anselmo Carretero) hacen una lectura mucho más escueta de Castilla. Restringen ésta a la denominada «Castilla condal»: los territorios del primigenio condado de Castilla con la Extremadura castellana, a los que añaden el noreste del reino de Toledo. Dicho en términos actuales, el territorio correspondiente a las provincias de Cantabria, Burgos, La Rioja, Soria, Segovia, Ávila, Madrid y Guadalajara, así como la comarca de la Serranía de Cuenca (con Requena-Utiel). El refundado Centro de Estudios Castellanos es el colectivo de referencia de esta corriente.

El castellanismo, en general, se opone a los movimientos riojano, manchego y cántabro. En cambio, existen asociaciones castellanistas que abiertamente apoyan el leonesismo, argumentando que León y Castilla son entes con una fuerte tradición milenaria y con derecho a constituirse en regiones separadas, conforme al régimen constitucional vigente. El castellanismo tampoco suele renunciar al enclave burgalés de Treviño, que se encuentra rodeado por el territorio de la provincia vasca de Álava.

## Historia

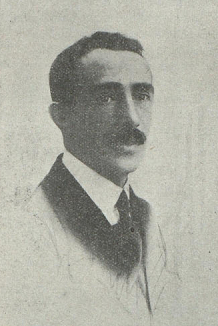
Narciso Alonso Cortés.

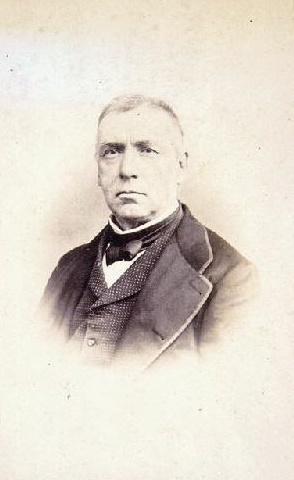
José María Orense diputado republicano federal castellanista.

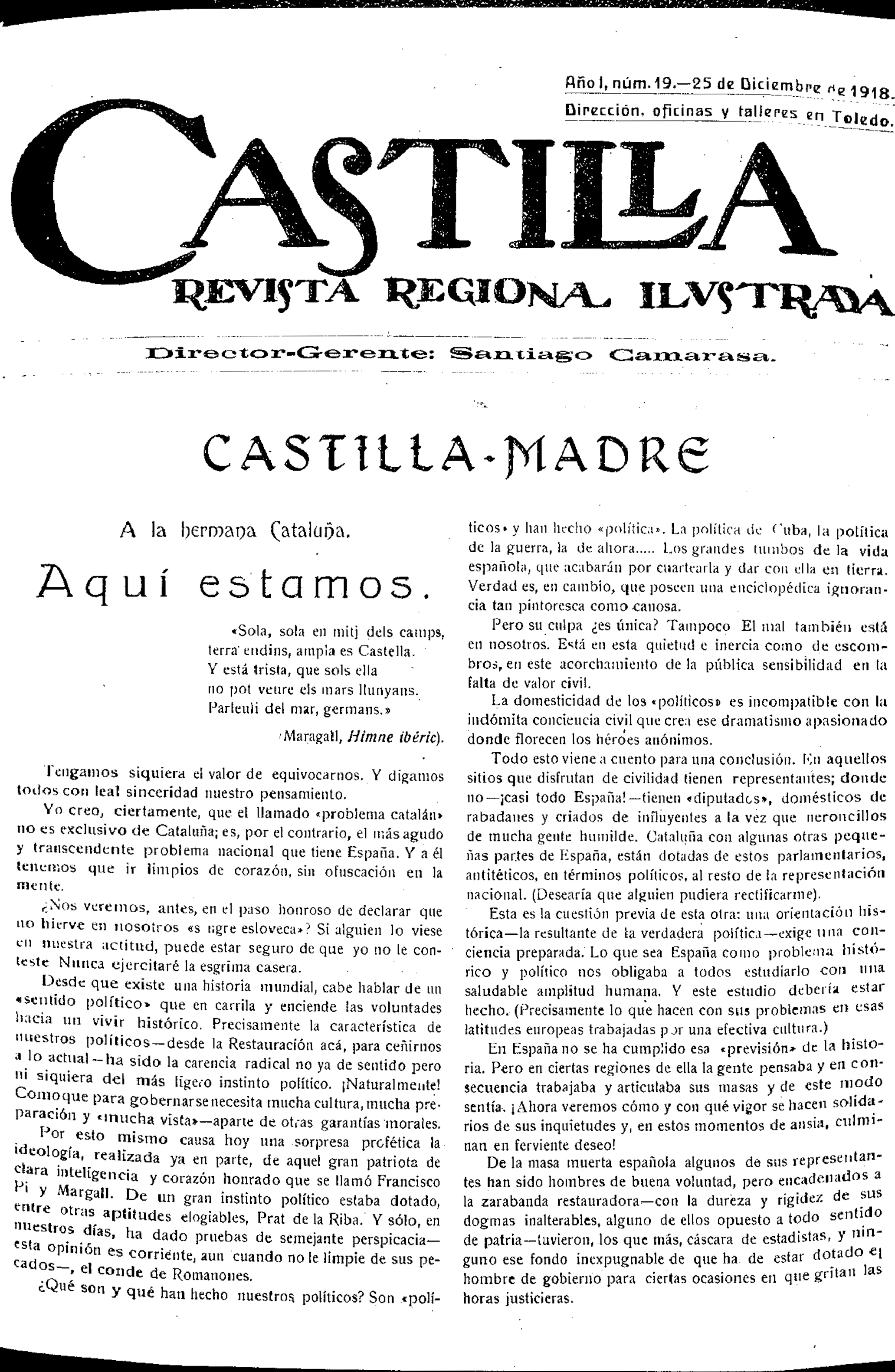
Castilla (revista).

Históricamente, el castellanismo toma como puntos de referencia la Guerra de las Comunidades de Castilla (1520-1522), la figura de Juan Martín Díez «el Empecinado» (1775-1825) y el proyecto federalista castellano llamado Pacto Federal Castellano (1869), precuela de la Constitución Federal de Toro (1883), entre otros fundamentos. En síntesis, la denominación castellanista denomina a los movimientos que reivindican Castilla y se adscriben a los ideales expuestos en la revolución comunera (1520-1522). A finales del siglo XVIII, la batalla de Villalar, antecedente de la derrota comunera de Toledo, ya fue calificada por León de Arroyal (1755-1813) como "el último suspiro de la libertad castellana". Se pueden tomar como referencia los escritos del hispanista francés Joseph Pérez, como medio de estudio de aquellos hechos. Entre otros muchos, los pensadores castellanistas (o precursores, en algunos casos, del castellanismo) más relevantes son:
- Julio Senador Gómez (1872-1962), escritor regeneracionista y notario. Autor de Castilla en escombros: las leyes, las tierras, el trigo y el hambre (1915), entre otros libros dedicados a Castilla. Influyó en el pensamiento político del socialista Jesús-Vicente Pérez Melón[8] (coyantino) y del republicano Gregorio Fernández Díez.[9]
- Narciso Alonso Cortés (1875-1972), escritor, catedrático y activista cultural. Fundador de la Sociedad Castellana de Excursiones (1903), Sociedad de Estudios Históricos Castelanos (1913) y de Revista Castellana (1915); colaboró con la revista toledana Castilla, revista regional ilustrada (1918-1919), fue secretario de la Sociedad de Estudios Castellanos (1928) y autor del artículo de estudio Política regionalista: la Federación Castellana (1931) sobre el Pacto Federal Castellano de 1869. Prologó, en 1952, el primer libro de Luis López Álvarez (berciano)
- Gregorio Fernández Díez (1891-1954), economista y editor. Autor de El Valor de Castilla (Ávila, 1926), colaborador del Círculo Regionalista (Burgos, 1917), de Castilla industrial y agrícola (Burgos, 1933-1934) y cofundador la Asociación de Escritores Regionalistas Castellanos (Madrid, 1936). Formó parte de una de las primeras candidaturas castellanistas, la del Partido Republicano Castellanista
- Francisco Rivas Moreno (1851-1935), abogado. Desde Ciudad Real, se reivindicó castellano y partidario de que Castilla se constituyera en región (se refería a su constitución en Mancomunidad Castellana en 1918) en los siguientes términos: "Para los hijos de Castilla, la idea de Patria está colocada en el altar de las más puras adoraciones, y el mayor placer es ofrendarla todo linaje de sentimientos nobles y de acciones generosas, anhelosos de ver a la madre común disfrutar de grandes prosperidades... De absurda califico la afirmación de que Castilla no puede formar región porque carece de dialecto".[10] Rivas Moreno fue autor de una biografía de Dámaso de Barrenengoa, industrial asentado en Ciudad Real y político republicano firmante del Pacto Federal Castellano (1869)[11] Autor de multitud de obras sobre agricultura, cooperativismo, economía, finanzas, urbanismo, política, etc. Entre éstas, destaca el artículo El regionalismo castellano (1917), en el diario madrileño El Eco del pueblo,[12] y el libro Propagandas regionalistas (Madrid, 1918). Fundó el diario El Regionalista (Ciudad Real, 1918). Una calle de la ciudad de Santander y un parque de su localidad natal, Miguelturra, llevan su nombre.
- Juan Díaz Caneja (1877-1948) (leonés), León Corral y Maestro (1855-1939) (zamorano), Justo González Garrido (1878-1957), Antonio Zumárraga Díez y otros que con sus textos contribuyeron a la reflexión sobre problemas políticos, económicos, sociales, etc. que aquejaban a Castilla desde un castellanismo incipitente vertebrado desde publicaciones como El Comunero de Castilla (Toledo, 1870-1871), Juventud Castellana (Valladolid), Boletín de la Sociedad Castellana de Excursiones (Valladolid, 1903-1919), La Voz de Castilla (1910-1921) (Burgos, 1910-1921), Revista Castellana (Valladolid, 1915-1924), El Regionalista (Ciudad Real, 1918), Castilla, revista regional ilustrada (Toledo, 1918-1919), Castilla (Madrid, 1924), Ilustración castellana (Cuenca, 1927-1928), Castilla industrial y agrícola (Burgos, 1933-1934), etc. Además, desde el periódico El Liberal arriacense, dirigido por Mariano Pastor, se animaba en 1916 a despertar el castellanismo ("Particularmente en Castilla no estaría de más un poco de espíritu regionalista... Ojalá las aspiraciones de los catalanes sirvan para despertar las nuestras, dormidas hace tantos años con un sueño muy parecido a la muerte").[13]

A principios del siglo XX, la identidad castellana ya fue reivindicada por la revista Castilla moderna (La Habana), de Vidal González, entre los castellanos emigrados, o por el decenario Castilla (Cuba, 1913), fundado por Ramón Ruilópez. Una idea del dinamismo del asociacionismo de los castellanos en Cuba nos lo da el hecho de que Beneficencia Castellana fuera la "primera asociación castellana" creada en su género en la isla en la temprana fecha de 1885.
El castellanismo en Madrid, en sus vertientes cultural y política, se ha manifestado desde sus inicios con entidades como la sociedad El Folk-clore Castellano (1883), Confederación de Coros Castellanos (1905), Bloque Regionalista Castellano (1919), la revista madrileña Castilla (1924), Instituto Económico Castellano (1932), Asociación de Escritores Regionalistas Castellanos (1936), etc. 
Normalmente existen tres corrientes ideológicas dentro del castellanismo: el regionalismo, el nacionalismo y el independentismo:
- El regionalismo busca el reconocimiento de Castilla como comunidad autónoma en el conjunto del Estado y pide un trato igual al dado a otras regiones, así como el máximo respeto a sus tradiciones y cultura. Ejemplos del regionalismo castellanista han sido agrupaciones como Círculo Regionalista (Burgos, 1917), Centro Regionalista Castellano (El Barco de Ávila, 1918), Bloque Regionalista Castellano (Madrid, 1919), Unidad Castellana (Ciudad Real, 2001) o La Unión (Santander, 2006).

- El nacionalismo, además de lo anterior, pide que Castilla sea reconocida como nacionalidad histórica y que ocupe su lugar como nación en un Estado federal o bien como Estado independiente. Son o han sido de este parecer partidos de centro o izquierda como Tierra Comunera (Soria, 1988), Unidad Comunera Castellana, Izquierda Castellana (2002), Comuner@s, o la organización juvenil Yesca. Una parte significativa del partido desaparecido Unión Castellanista sostenía para la Castilla septentrional las controvertidas tesis carreteristas sobre la territorialidad castellana, no así para la Castilla meridional, cuya territorialidad no cuestionaba. En la década de 1930, Pedro Simón Llorente (1897-1940) ya fue defensor de avanzadas reformas sociales y de la independencia de Castilla. Pedro Simón y el también castellanista José Antonio González-Santelices fueron fusilados en 1940 y en 1936, respectivamente.

## Simbología
El castellanismo en general se identifica con el pendón tradicional carmesí del reino de Castilla. La bandera sobre campo de gules (rojo/carmesí), un castillo de oro almenado de tres almenas, mamposteado de sable (negro) y clarado de azur (azul). Por el contrario los movimientos de extrema izquierda, en mayor medida que en el tradicional, se han venido identificando con un llamado «pendón comunero», de color morado, actualmente representado de color añil, a pesar del conocido error de su empleo. La izquierda revolucionaria castellanista utiliza el pendón morado comunero con una estrella roja socialista/comunista detrás del castillo, en ocasiones la estrella es de color negra en representación a los castellanistas de ideologías libertarias. Existen así mismo otras versiones de la bandera cuartelada, como la que reivindica el uso del león heráldico pasante original de León y no la actual versión rampante.
Si bien existen otros símbolos como la cruz de Fernán González y el broquel castellano, así como los distintivos propios de cada colectivo. También existe la Cruz Comunera como símbolo propio de los participantes en la Revolución Comunera.

Versión actual de la bandera cuartelada de Castilla y León (pendón cuartelado actual).
Pendón histórico de Castilla (pendón carmesí).
Pendón comunero (pendón morado).
Pendón estrellado de Castilla, de inspiración socialista. Surgido en 1985.

## Celebraciones

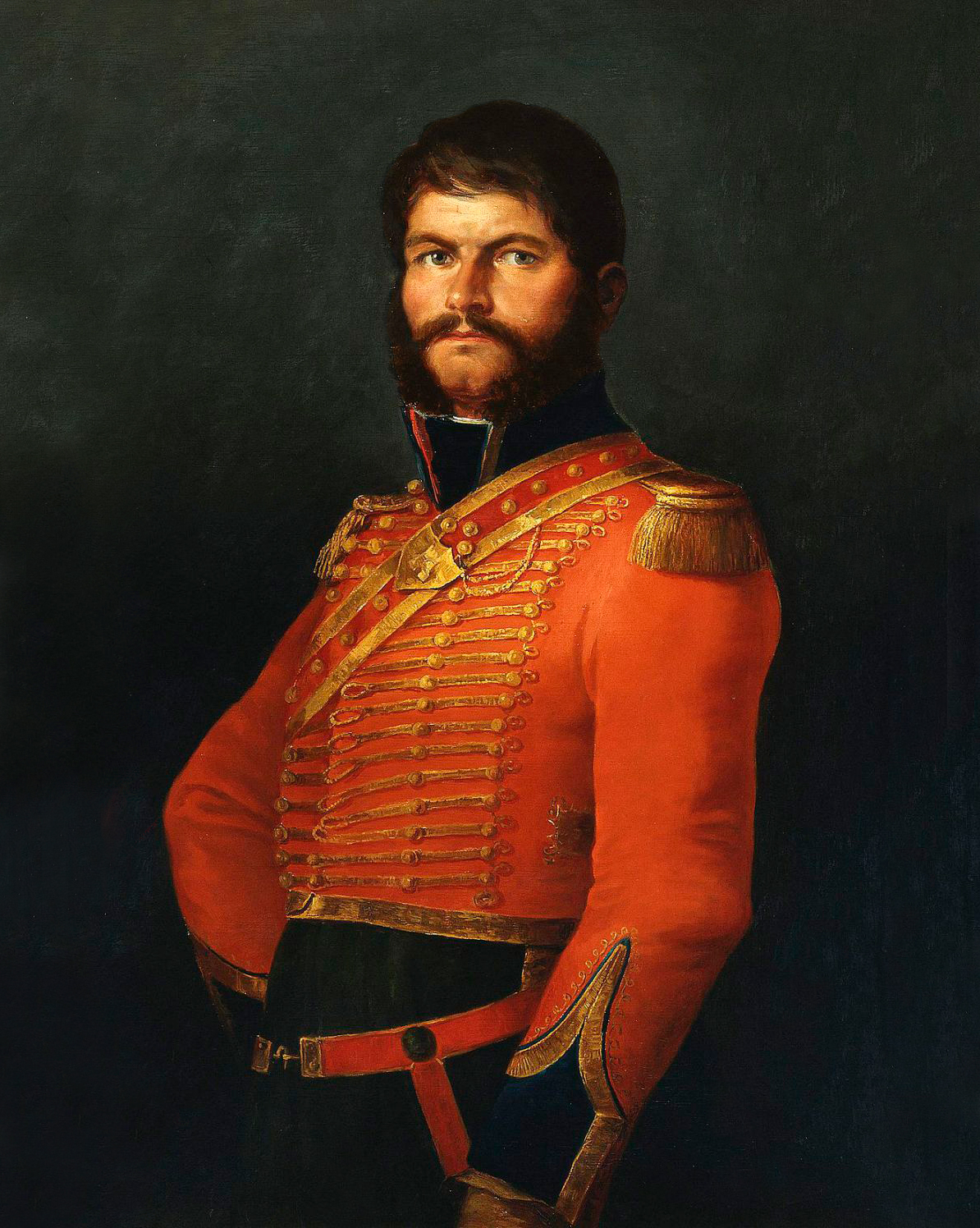
El Empecinado, guerrillero liberal que homenajeó a los Comuneros como referente político constitucional en 1821

La fecha clave de los movimientos reivindicativos castellanos es el 23 de abril, aniversario de la Batalla de Villalar, reivindicada y celebrada como Día nacional de Castilla. El primer homenaje ante el Monolito a los Comuneros se realizó en 1889, si bien los comuneros ya habían sido homenajeados con anterioridad por personalidades como Juan Martín Díez el Empecinado en 1821. Con anterioridad a 1976, los comuneros fueron homenajeados por Fermín Vidal en 1889 o existieron propuestas de homenaje por parte de las diputaciones castellanas firmantes de las Bases de Segovia en 1919, del Ayuntamiento de Santander en 1920, de la Casa de Palencia en 1923, etc. Se celebra de manera ininterrumpida desde 1976. También existen otras fechas significativas:
- 2 de febrero. Homenaje a los Comuneros de Castilla en Toledo (celebrado en alguna ocasión durante el siglo XIX, desde 1989 se celebra cada año ininterrumpidamente).
- 30 de mayo. San Fernando, rey Fernando III. Unificador definitivo de los reinos de Castilla y León, de forma pacífica y acordada. Declaró el castellano idioma oficial de sus reinos, frente al latín. Constructor de las catedrales de Burgos, León y, en su tiempo, se iniciaron las de Toledo y Valladolid. Creador de la Marina de Guerra de Castilla en los puertos norteños de Castilla para la recuperación de la taifa de Sevilla. Signatario de numerosos fueros de ciudades y villas castellanas.
- 21 de agosto. Conmemoración de la quema de Medina del Campo por las tropas realistas, durante la guerra de las comunidades. Acto castellanista en recuerdo de aquel nefasto incendio que asoló la villa.
- 24 de agosto. Homenaje a Juan Martín Díez el Empecinado en Roa.
- 15 de septiembre. Celebración del Día del Nombre de Castilla, registrado el 15 de septiembre del año 800 en Taranco de Mena (Burgos).
- 20 de septiembre. Celebración de la  Primera Circunnavegación del Mundo, en la Expedición de Magallanes-Elcano oficialmente conocida así, en realidad "Expedición Magallanes-Gómez de Espinosa-Elcano", iniciada el 20 de septiembre del año 1519 en Sevilla, y que a lo largo de los tres siguientes años, hasta 1522, llevaría a cabo el descubrimiento del Atlántico sur, el Estrecho de Magallanes, el Océano Pacífico, al que se puso nombre, las islas de Oceanía, y la ruta por el oeste hasta Filipinas y las islas Molucas, enlazándose después con los descubrimientos portugueses.
- 21 de setiembre. Devolución del Pendón Real, en Cuenca.
- 12 de noviembre. Día de San Millán, patrón de Castilla.
- 11 de diciembre. Fecha de la firma del Tratado de Benavente, en 1230, por el que las herederas de la Corona leonesa, Sancha y Dulce, renunciaron a ella en favor de su medio hermano Fernando III de Castilla, que ya era rey castellano desde diecisiete años antes, produciéndose de este modo pacífico la unión de León y Castilla en la persona de un mismo  rey, aún manteniendo cortes diferentes.

## Autores de referencia
Diversos escritores han planteado tesis sobre la identidad castellana, las cuales han sido adoptadas como planteamientos de base del castellanismo actual:
- Claudio Sánchez-Albornoz
- Juan Pablo Mañueco
- Pedro de Hoyos
- Los escritores de Editorial Riodelaire
- Julio Echazarra
- Gonzalo Martínez Díez
- Luis Ocampo
- Manuel Azaña con su libro "Comuneros contra el Rey"

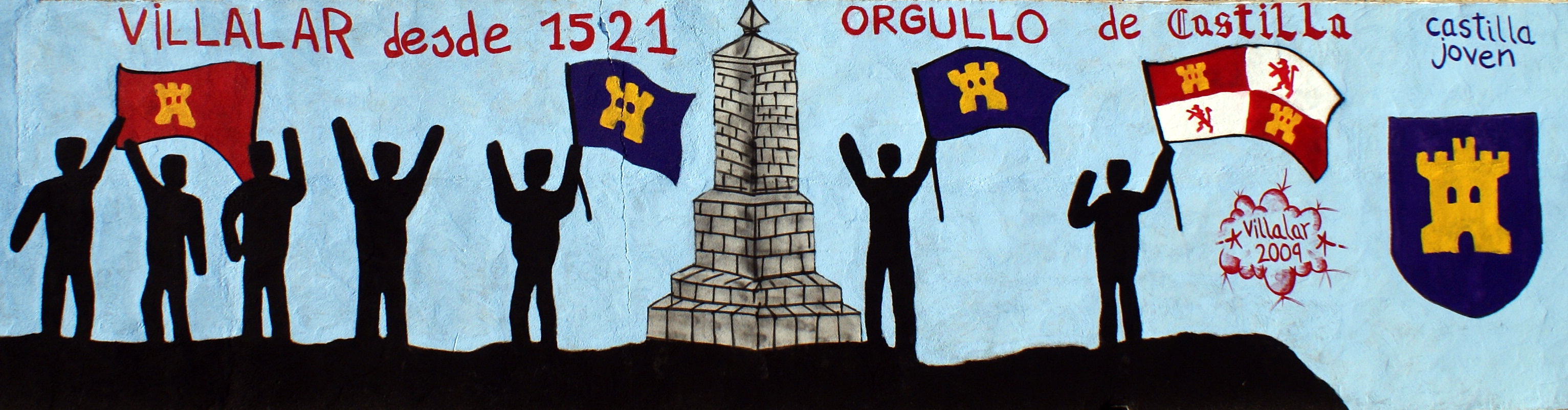
Mural castellanista en Villalar de los Comuneros (Valladolid).

## Colectivos castellanistas
Pueden considerarse movimientos castellanistas vigentes los siguientes partidos y asociaciones:
- Ahora Castilla
- Partido Castellano-Tierra Comunera
  - Castilla Joven (juventudes del Partido Castellano-Tierra Comunera)
- Resaca Castellana
- Foro Castellano 23 de Abril
- Sopa Castellana
- Yesca (organización juvenil castellana)
- Mujeres Castellanas
- Izquierda Castellana (formada por los siguientes colectivos desaparecidos):
  - Izquierda Comunera
  - Unidad Popular Castellana
- La Unión
- Unidad Castellana
- AICC
- Unidad Comunera Castellana
- Unidad Nacional Castellana
- Unión Castellanista
- Castilla Unida
- Comunistas de Castilla